# Daimler Majestic
Daimler Majestic (DF316/7, DF318/9) – представницький седан, що виготовлявся Daimler Company у Ковентрі з липня 1958 по 1962. Едвард Танер (Edward Turner) виконавчий директор BSA Automotive з 1957, вирішив встановлювати на ці автомобілі нові V8 - двигуни, що тоді ще розроблялись. Чотирьохдверний седан був досить сучасним на той час: 6-циліндровий двигун, нова 3-ступенева автоматична трансмісія Borg Wagner, гідропідсилювач керма та гідровакуумний підсилювач повністю дискових гальм. Однак кузов застарілої рамної конструкції з окремим шасі, робив автомобіль значно важчим за сучасників, не зважаючи на гідропідсилювач утрудняв маневрування. Конструкція застарівала вже на момент появи автомобіля й ставала просто неймовірно старою на фоні існуючих легших автомобілів з несучою конструкцією кузова.

## Особливості конструкції

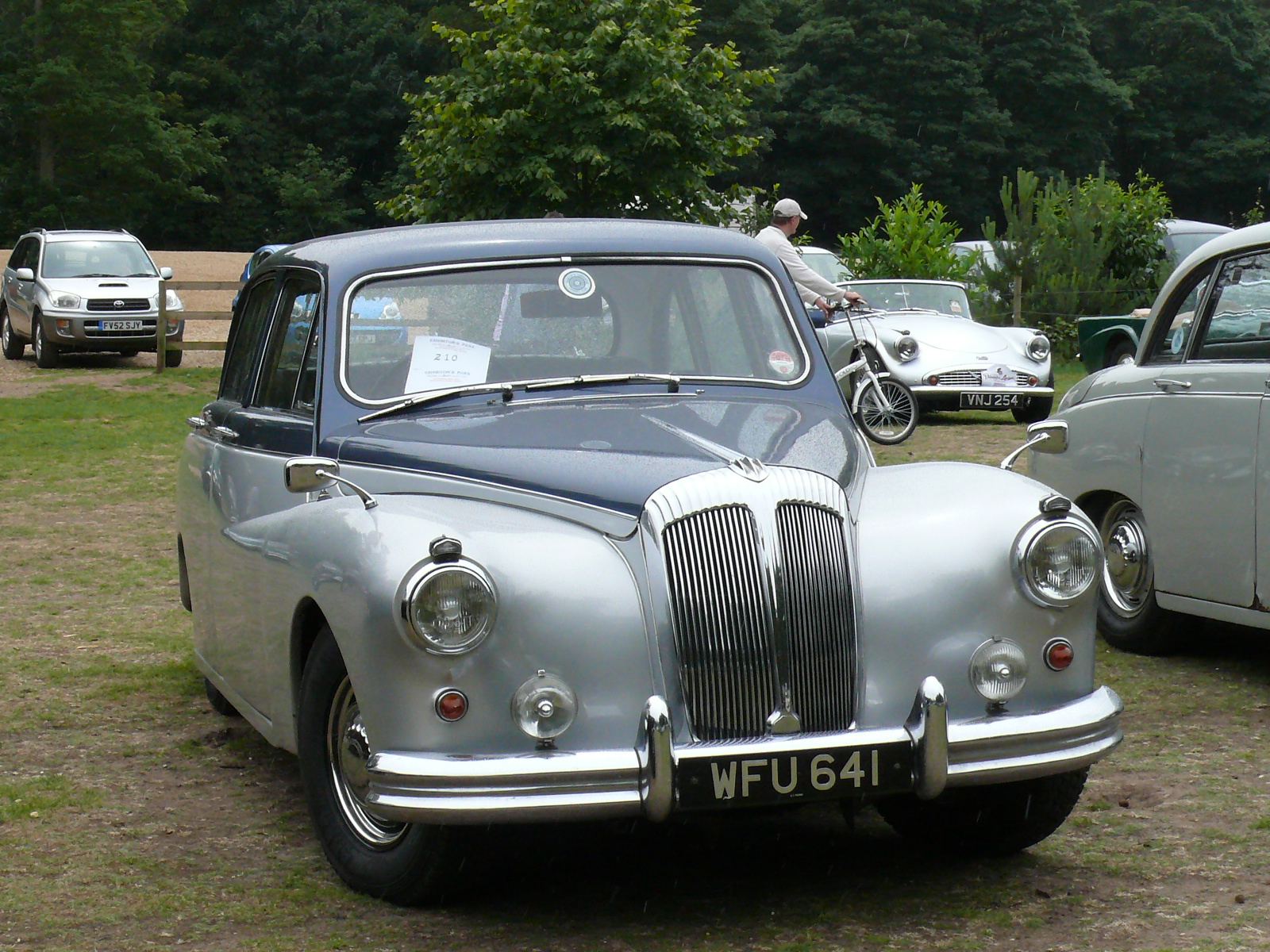
зразок 1960

Majestic – незначна модернізація попередника Regency, на зразок усіх «Даймлерів» починаючи з New Fifteen 1937. Його шасі являло масивну лонжеронну раму з Х-поперечиною, передньою незалежною пружинною підвіскою конструкції Андре Гірлінга, ведучим заднім мостом з гіпоїдною головною передачею на напівеліптичних ресорах.
Повністю дискові гальма Dunlop з гідровакуумним підсилювачем Lockheed на британському автомобілі з’явились вперше. Перший седан без якого-небудь натяку на спортивність, на котрому встановлювались повністю дискові гальма. Аварійне гальмування чи робота стоянкового гальма забезпечувались встановленням спеціальних колодок у задніх гальмівних дисках, що приводились у дію тросами й тягами
Двигун, трохи більший ніж у «Рідженсі», шестициліндровий рядний, об’ємом 3,8 л (3794 см. куб.), створений на базі попередніх «шісток» з верхнім розташуванням клапанів, аналогічним ходом поршня 107,95 мм (4,25 дюйми), однак зміненим діаметром поршня у 86,36 мм (3,4 дюйми) з 82,55 мм (3,3 дюйми), потужністю понад 147 к. с. (110 к. в.) при 4400 об/хв, крутним моментом 283 Н∙м при 2800 об/хв. Максимальна швидкість «Маджестіка» становила близько 180 км/год (112 миль/год). Блок циліндрів збільшився через нові гільзи з більшим діаметром. «Сухі» гільзи як на попереднику вже не встановлювались. Трансмісія «Борг-Вагнер» вимагала зміни розміщення стартера й наступні зміни картера й відливок блоку циліндрів. Колінчастий вал мав чотири опорних шийки (неповноопорний), балансувальні щоки, та гаситель крутильних коливань на передньому кінці.
Висоту радіатора знизили на два дюйми у порівнянні з попередником, моделлю 104. Зовнішній вигляд Majestic подібний до Regency, що існував недовго, однак з більш округлими лініями. Довжина салону була збільшена приблизно на 4 дюйми. Гарний масивний кузов з «широкою талією» - двері пізніше збільшились за рахунок зменшення вікон, з’явилось округле заднє вікно. Існувало два види фар, що поєднувались з звичайною парою протитуманних ліхтарів чи додатковими потужнішими фарами дальнього світла просто над бампером. Колеса – звичайні дискові.
Звичними опціями були: обігрівальне й вентиляційне обладнання, омивач скла, прикурювач, бардачок з замком, габарити на торцях відкритих дверей, лампи для читання пасажирів, кришка багажника з пружинним підпором, підсвічування останнього тощо. 

## Загальні характеристики
Автомобіль протестований британським журналом The Motor у 1958 р. мав максимальну швидкість 100,6 км/год (161,9 км/год), міг розганятись з 0-60 миль/год (97 км/год) за 14,2 с. Витрата пального становила 19,3 милі/англійський галон (14,6 л/100 км; 16,1 mpg). Тестований автомобіль коштував £2495 включаючи податок у £832.

## Позиція на ринку
- Daimler Majestic: £2495[4]
- Jaguar Mark IX: £1995[5]

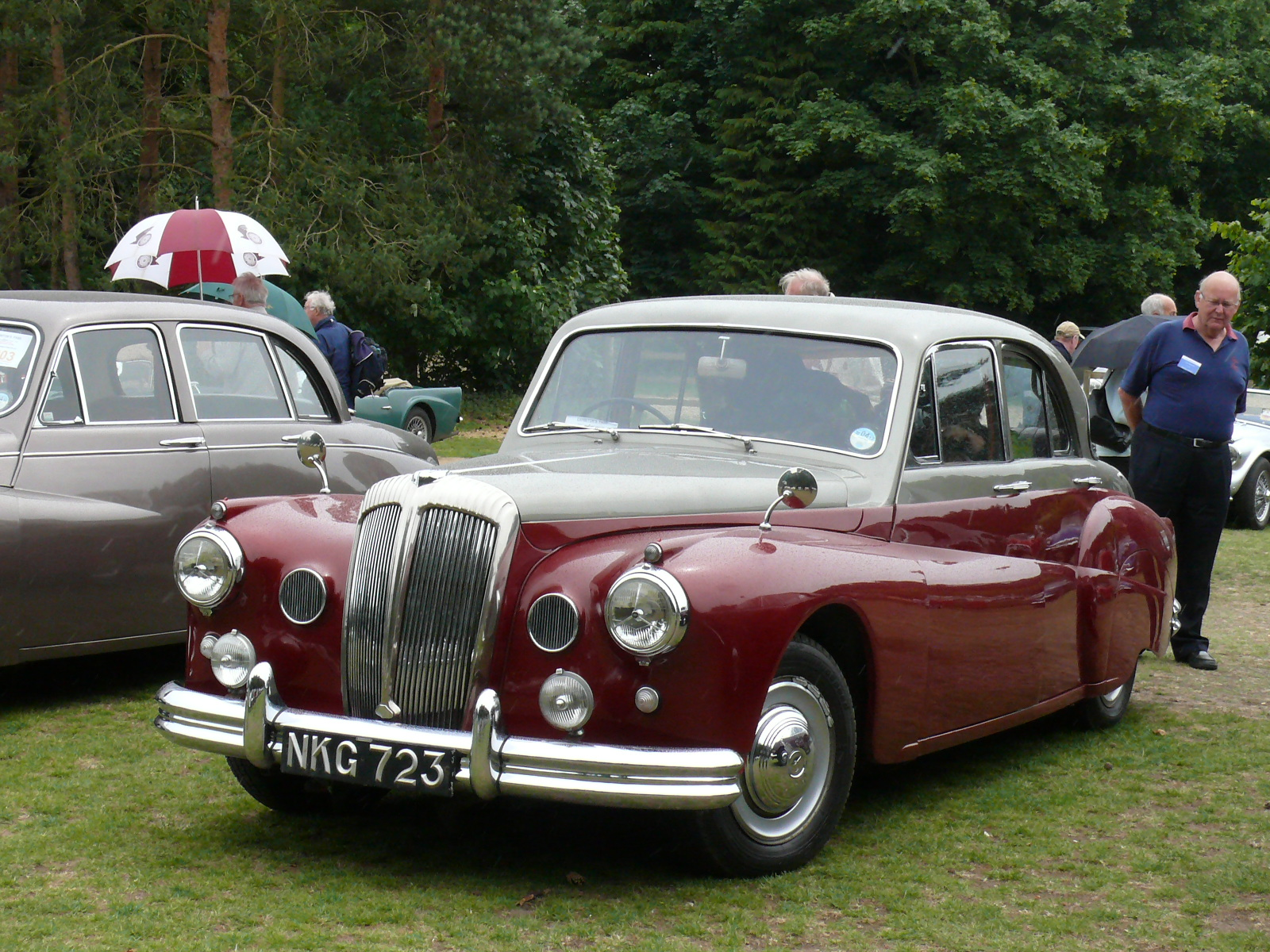
Модифікація Sportsman від компанії Mulliners - на шасі Regency

Два автомобілі за технічними характеристиками були подібні, однак «Даймлер» мав меншу лобову площу та якість виготовлення, котру не могло забезпечити масове виробництво. Потужність «Ягуара» навмисне визначалась за американським стандартом, що добре позначилось на її «зростанні».
Власники «Даймлерів» розцінювали «Ягуар» як автомобіль «для копів та грабіжників» й недолюблювали його через натяк на розкіш за зниженою ціною й низькою надійністю. Покупці ж "Ягуарів" вважали "Даймлери" не просто "урівноваженими" а "неймовірно нудними".
У 1980-их ціни на Jaguar та їхня якість суттєво збільшились.
Модифікація Sportsman виконана компанією Mulliners з Бірнінгема мала задню частину кузова на зразок Jaguar.

## Пов'язані автомобілі
Majestic доповнили моделлю Танера Majestic Major, з тим самим кузовом але вже з 4,5-літровим V8. Автомобіль був представлений на мотор шоу в 1959 хоча у цьому році його виробництво затримувалось. Шестициліндровий варіант був більш популярним, однак виготовлявся половину періоду.
Роки виробництва:
- 1490 Majestic  1958-1962
- 1180 Major V8 1959-1968

## Поглинання "Ягуаром"
Попередній анонс 26 травня 1960 підтвердив, що переговори стосовно купівлі "Ягуаром" заводів "Даймлера" близькі до завершення.

### Jaguar Majestic
У 1989 та 1990 компанія Jaguar Cars виготовила спеціальну модифікацію XJ40 під іменем Majestic, спочатку виключно для ринку США. Автомобіль мав шкіряну оббивку салону, кермо у колір інтер'єру. У останні роки виробництва XJ40 назва Majestic використовувалась для спеціальної версії LWB XJ40, котра була виготовлена всього у 121 екземплярі.

## Виноски
1. ↑  Douglas-Scott-Montagu та Burgess-Wise, 1995, с. 272.
2. ↑  Motorbase.com Daimler Majestic. Архів оригіналу за 24 грудня 2007. Процитовано 13 листопада 2007. [Архівовано 2007-12-24 у Wayback Machine.]
3. 1 2  Porter, 2002.
4. 1 2  The 3.8 litre Daimler Majestic saloon. The Motor. 9 липня 1958.
5. ↑  Greater Power Of The Jaguar IX, The Times, Wednesday, Oct 08, 1958; pg. 4; Issue 54276.
6. ↑  Douglas-Scott-Montagu та Burgess-Wise, 1995, с. 275, 277.
7. ↑  Douglas-Scott-Montagu та Burgess-Wise, 1995, с. 277.